# Archaïsche kunst
Archaïsche kunst is kunst die in Griekenland van ca. 650 v.Chr. tot 480 v.Chr. en werd sterk beïnvloed door Egyptische kunst.
Voor de Archaïsche kunst bestond de Griekse kunst alleen nog maar uit geometrische vormen. Met de groei van de stadstaten onder invloed van 
Egypte en het Nabije Oosten veranderde dit, want men ging proberen het menselijk lichaam zo goed mogelijk uit te beelden.

## Beeldhouwkunst
Kenmerkend voor deze vroege periode is, dat de beelden uit één blok gesneden zijn. De houding is stram en frontaal en de beelden hebben een driehoekig hoofd met grote ogen. De haren zijn zeer gestileerd weergegeven en valt in lange strengen naar beneden. Daarom doet het pruikachtig aan. De lichaamsvormen worden met lijnen aangegeven. Kenmerkend voor de latere archaïsche kunst is een glimlach waarbij de mondhoeken lichtjes werden opgetrokken (te vergelijken met de legendarische Mona Lisa), wat een gevoel van gelukzaligheid en harmonie moest weergeven.

### Kouros-beelden
Kouros-beelden waren afbeeldingen als mannelijk naakte afbeelding met de bekende archaïsche glimlach van een held of een halfgod, die voor verering bedoeld was. De Grieken hebben er waarschijnlijk zo'n 20.000 gemaakt, wat illustreert dat originaliteit in deze periode niet echt een punt was. Vroeger werd aangenomen dat deze kunst strikt Ionisch was, maar tegenwoordig heeft men in heel Griekenland dergelijke beelden teruggevonden.
Deze beelden waren net iets meer dan levensgroot, waardoor ze erg imposant overkwamen. Door de parallelle gewrichtslijnen zijn ze erg statisch, alhoewel één voet steeds wat naar voren staat. Het hoofd werd net iets te groot afgebeeld (1/6 van de totale lichaamslengte, terwijl de klassieke voorschriften 1/7 voorschrijven), maar het mannelijke geslachtsdeel werd net iets te klein afgebeeld, als teken van beschaving. Barbaren en woeste reuzen werden meestal met een groter exemplaar afgebeeld.
Het vrouwelijk equivalent van het kouros-beeld is het korè-beeld.